# 梅里迪安冰川
68°45′S 66°37′W / 68.750°S 66.617°W
梅里迪安冰川是南極洲的冰川，位於葛拉漢地南部，全長17公里，流經戈德弗里高地西部，最終注入克拉爾克冰川，美國探險隊在1941年1月經過該冰川。